# Partido Lobos
Lobos ist ein Partido im Norden der Provinz Buenos Aires in Argentinien. Laut einer Schätzung von 2019 hat der Partido 39.573 Einwohner auf 1.740 km². Der Verwaltungssitz ist die Stadt Lobos. Lobos war die Heimatstadt von Juan Perón.

## Orte
- Antonio Carboni
- Elvira
- José Santos Arévalo
- Lobos (Verwaltungssitz)
- Empalme Lobos
- Las Chacras
- Salvador María
- Villa Loguercio
- Zapiola